# International Lawn Tennis Challenge 1902
Die zweite Auflage der International Lawn Tennis Challenge, dem heutigen Davis Cup, wurde von 6. bis 8. August 1902 im Crescent Athletic Club in Brooklyn, New York ausgetragen. Der Wettbewerb fand 1901 nicht statt, erneut wie 1900 nahmen nur zwei Mannschaften teil. Titelverteidiger USA und den Britischen Inseln. Es gab ebenfalls nur ein Spiel um den Titel.

## Teilnehmer
Außer dem Titelverteidiger nahm nur ein einziger Herausforderer am Bewerb teil:
| - Britische Inseln |

## Ergebnis
| USA                                                                                           | Finale | Britische Inseln                                                          |
| --------------------------------------------------------------------------------------------- | --- | ------------------------------------------------------------------------- |
| Team Holcombe Ward Malcolm Whitman Dwight Filley Davis William Larned Kapitän Malcolm Whitman | Datum: 6. bis 8. August 1902 Ort: Crescent Athletic Club, Brooklyn (New York City, USA) Belag: Rasen \| Malcolm Whitman \| 6:1, 6:1, 1:6, 6:0 \| Joshua Pim \| \| William Larned \| 6:2, 6:3, 3:6, 4:6, 4:6 \| Reginald Doherty \| \| Holcombe Ward Dwight Filley Davis \| 6:3, 8:10, 3:6, 4:6 \| Laurence Doherty Reginald Doherty \| \| William Larned \| 6:3, 6:2, 6:3 \| Joshua Pim \| \| Malcolm Whitman \| 6:1, 7:5, 6:4 \| Reginald Doherty \| Resultat: 3:2 | Team Laurence Doherty Reginald Doherty Joshua Pim Kapitän William Collins |
| Malcolm Whitman                                                                               | 6:1, 6:1, 1:6, 6:0 | Joshua Pim                                                                |
| William Larned                                                                                | 6:2, 6:3, 3:6, 4:6, 4:6 | Reginald Doherty                                                          |
| Holcombe Ward Dwight Filley Davis                                                             | 6:3, 8:10, 3:6, 4:6 | Laurence Doherty Reginald Doherty                                         |
| William Larned                                                                                | 6:3, 6:2, 6:3 | Joshua Pim                                                                |
| Malcolm Whitman                                                                               | 6:1, 7:5, 6:4 | Reginald Doherty                                                          |